# Stazione dell’Aquila (SIA)
Stazione dell'Aquila vasútállomás Olaszországban, L’Aquila településen.

## Vasútvonalak
Az állomást az alábbi vasútvonalak érintik:
- L’Aquila–Capitignano-vasútvonal

## Kapcsolódó állomások
A vasútállomáshoz az alábbi állomások vannak a legközelebb: